# つ
つ en hiragana ou ツ en katakana sont deux kanas, caractères japonais qui représentent la même more. Ils sont prononcés /tsɯ/ et occupent la 18e place de leur syllabaire respectif, entre ち et て.

## Origine
L'hiragana つ et le katakana ツ proviennent, via les man'yōgana, du kanji 川.

## Variantes
Le petit hiragana っ, nommé sokuon (促音), indique une consonne géminée, ce qui ne peut apparaître qu'avant une fricative ou un coup de glotte ; il est représenté en rōmaji en doublant la consonne qui le suit ; dans des écrits informels, il est aussi utilisé en fin de mot pour indiquer une articulation dure ou hachée, pour exprimer de la colère ou de l'émoi par exemple. Le petit katakana ッ remplit le même office.
Le katakana ツ peut être combiné afin de noter des mots étrangers utilisant des sons qui n'existent pas dans la langue japonaise :
- ツァ : « tsa » ;
- ツィ : « tsi » ;
- ツェ : « tse » ;
- ツォ : « tso ».

## Diacritiques
つ et ツ peuvent être diacrités pour former づ et ヅ et représenter le son /dzɯ/ ou /zɯ/.
Cependant, dans la prononciation du japonais moderne, la prononciation de づ est remplacée par celle de ず. L'écriture づ est utilisée très rarement.

## Romanisation
Ces kanas se romanisent différemment selon les systèmes :
- Hepburn :
  - つ et ツ : « tsu »
  - づ et ヅ : « zu » (comme ず)
  - っ : doublement de la consonne suivante (sauf « sh », transcris par « ssh », et « ch », transcris par « tch »)
- Kunrei :
  - つ et ツ : « tu »
  - づ et ヅ : « zu » (comme ず)
  - っ : doublement de la consonne suivante
- Nihon :
  - つ et ツ : « tsu »
  - づ et ヅ : « du »
  - っ : doublement de la consonne suivante

## Tracé
L'hiragana つ s'écrit en un seul trait.
1. Boucle ouverte sur la gauche.

Le katakana ツ s'écrit en trois traits.

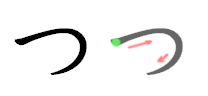
Ordre des traits pour つ.

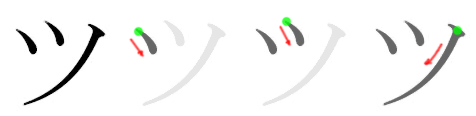
Ordre des traits pour ツ.

1. Petit trait diagonal, de gauche à droite et de haut en bas.
2. Petit trait parallèle au premier, mais situé plus à droite.
3. Trait diagonal, légèrement incurvé, tracé de haut en bas et de droite à gauche.

## Représentation informatique
- Unicode[1],[2] :
  - っ : U+3063
  - つ : U+3064
  - ッ : U+30C3
  - ツ : U+30C4
  - づ : U+3065
  - ヅ : U+30C5